# 張正常
張正常，元末明初天師道第42代天師，據云他善於以符水治病，受人崇拜，曾一再受朱元璋召見，受令以正一教主身份統率道教，官階正二品，但朱元璋因「天師」的稱號侵犯了天子的權威，因而廢止，改稱真人。